# Crella crassa
Crella crassa är en svampdjursart som först beskrevs av Jörn Hentschel 1914.  Crella crassa ingår i släktet Crella och familjen Crellidae. Inga underarter finns listade i Catalogue of Life.